# Пелёнкино озеро
Пелёнкино озеро (в других источниках Пилёнкино, Солёное озеро) — водоём, расположенный в 10 км южнее от города Азова и в полукилометре от реки Кагальник, представляет собой ерик данной реки. Ближайший к озеру населённый пункт — село Платоно-Петровка.

## История
В 1780 году дворянину, провиантмейстеру (снабженцу) 12 класса Якову Петровичу Пелёнкину были пожалованы земли в том районе Приазовья, где в настоящее время находится образованная им деревня Петровка. Именно в этом месте в то время проходил тракт из города Азова в сторону Кубани, далее — на Кавказ. Своё имение Пелёнкин отстроил на берегу озера.
На 1816 год в селении насчитывалось 82 двора и более 500 душ крестьян женского и мужского пола. В обиходе сельцо чаще называли по фамилии основателя — Пеленкино.
Однажды крестьяне рассказали помещику, что после купания в местном озере лошади излечиваются от всех недугов. Слава лечебного озера начала разрастаться с начала XX века. Много лет объект действовал как самодеятельный курорт. В 1923 году, когда скончались четыре человека после грязевых процедур, было принято решение о проведении научных исследований.
В этом же году учёными было проведено исследование состава пелёнкинских грязей. Результаты были поразительными. Оказалось, что они не уступают лучшим мировым образцам. В 1925 году здесь начал работать курорт «Солёное озеро». В нём были 20 ванн, собственная электростанция, колодезный водопровод и два жилых корпуса для пациентов. Одновременно в санатории могли лечиться 120 человек.
По противоположным берегам озера располагались жилые корпуса курорта, между зданиями через озеро проложен пешеходный мостик, соединявший мужскую и женскую половину грязелечебницы. Утрамбованные дорожки, деревья и кустарники просматривались по всему периметру лечебницы. В одном из жилых зданий находился административный корпус: амбулатория, красный уголок, контора.
В краеведческом музее Азова сохранились вырезки из газет начала XX века и рекламные листовки. В одной из таких листовок выпуска 1928 года это место описано так: «Курорт доступен для всех без исключения больных. При грязелечении на озере даются подробные и детальные указания. Местные продукты дешевы. Прекрасный степной воздух».
В грязелечебнице лечили болезни суставов, кожные заболевания, рахит и женское бесплодие.
Жители близлежащих хуторов и сел были здесь частыми посетителями. Курорт использовался только в летний сезон.
Директор лечебницы Н. Н. Волобуев писал, что грязи озера можно считать неистощимыми, и добивался присвоения курорту статуса федерального значения. Исследования показали, что низменность, в которой расположено Соленое озеро, тянется с перерывами на несколько десятков километров, и в ней находятся три небольших грязевых озера, близлежащее — в четырёх километрах от Соленого озера, а два других — на расстоянии четырнадцати километров от водоема и на пруду на реке Чубурке (в Ленинском лесничестве). Настойчивость директора в организации перевода грязелечебницы на более высокий уровень значимости повлекла за собой неблагоприятные последствия. Комиссия под руководством профессора Эмдина, находившаяся на данном объекте в течение пятнадцати минут, не ознакомившись с результатами исследований технической лаборатории Донского университета, решительно отвергла мнение Н. Н. Волобуева.
В 1932 году в результате урагана река Кагальник затопила Соленое озеро и близлежащую местность. Вода разрушила все постройки курорта. Первый в районе санаторий закрылся навсегда.
О грязелечебнице вспомнили спустя десятилетие. Во время Великой Отечественной войны в Азове располагались два военных госпиталя: эвакогоспиталь № 3207, переехавший в период оборонительных боев весной 1942 года из Белой Глины, и полевой передвижной госпиталь № 4359. Воспоминания медсестры эвакогоспиталя № 3207 Веры Савельевны Черных (Волоховой), добровольно ушедшей на фронт из институтских стен, свидетельствуют о том, что раненых возили на озеро с целью выздоровления.

## Описание

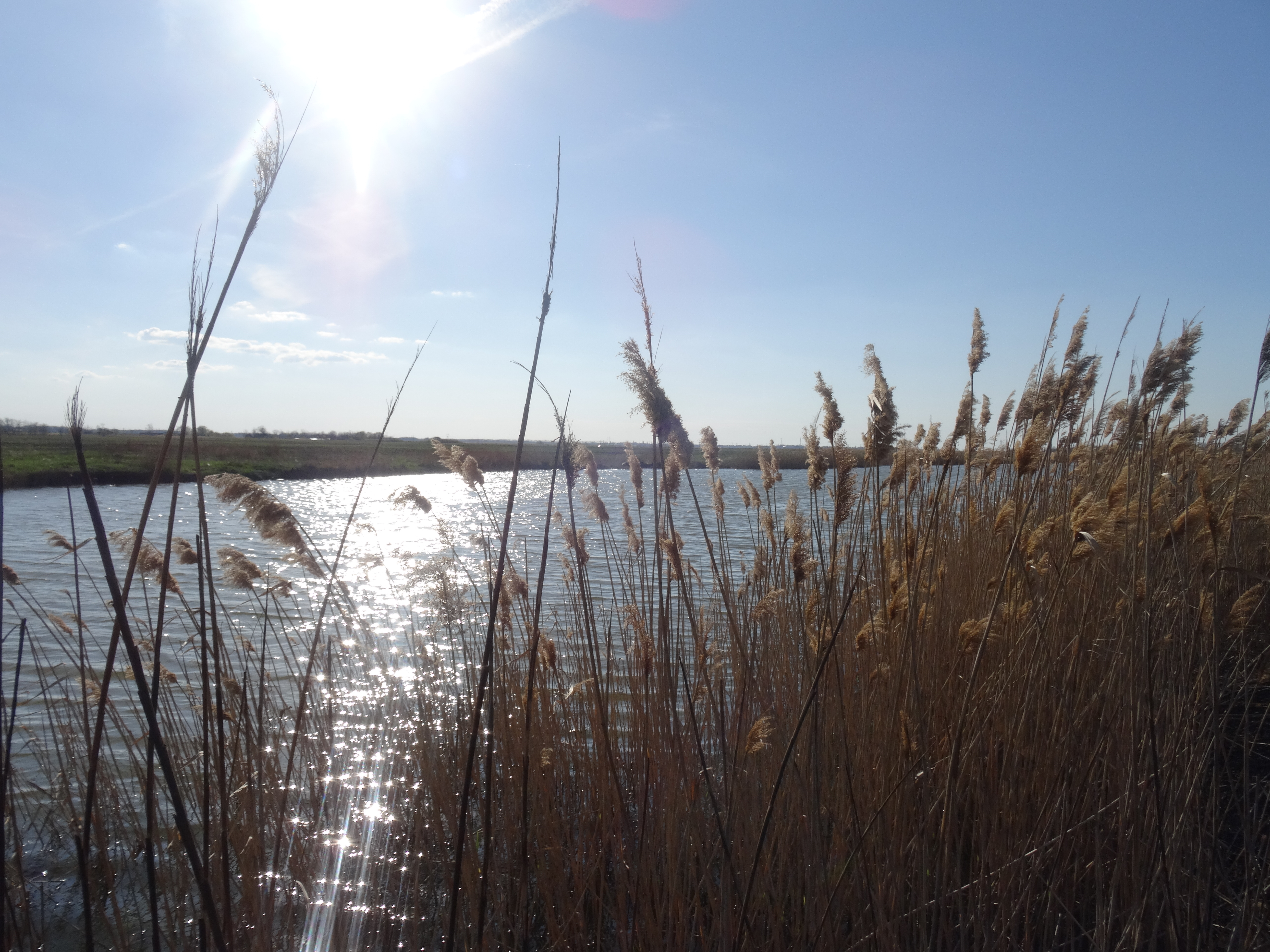

Небольшое озеро разместилось в долине реки Кагальник. Коренные известковые неогеновые образования, характерные для северной стороны долины реки Дон, в районе г. Азова и низовьев реки Кагальник не наблюдаются. Размытая ранее древняя выемка, где река проложила русло, была заполнена палюдиновыми образованиями и лёссовидным суглинком. Это углублённый ерик.
В сороковые годы прошлого столетия берега озера были относительно крутыми, их высота над водой составляла приблизительно 1 м. Глубина озера была не более 1 м. Дно озера устелено мягким маслянистым илом чёрного оттенка с отчётливым запахом сероводорода. Мощность этого слоя примерно 40—50 см, ниже него находится слой серого ила толщиной 1,5—2,0 м. Весной озеро подпитывается высокими водами реки.
В грязи озера сконцентрировано меньшее количество солей, по сравнению с грязью Грузского озера, тем не менее грязь озера Пелёнкино считается относительно пригодной для медицинских целей.
В то же время многие профессиональные врачи скептически относятся к лечебным свойствам вод озера.
В довоенные годы рядом с озером работал санаторий с собственной столовой. В настоящее время туристическая инфраструктура на озере отсутствует, тем не менее его посещают туристы, в том числе из Москвы, Санкт-Петербурга и Прибалтики.
Озеро Пелёнкино — мелководный водоем. В летний период вода быстро прогревается. Обильная поросль камышей покрывает берега, создавая зимой особо контрастный пейзаж с заснеженной гладью озера. В озере водится рыба, в камышах живут нырковые утки (красноголовые, поганки), разновидности куликов (кулик обыкновенный, кулик-сорока и другие), каравайки, занесённые в Красную книгу.

## Химические исследования

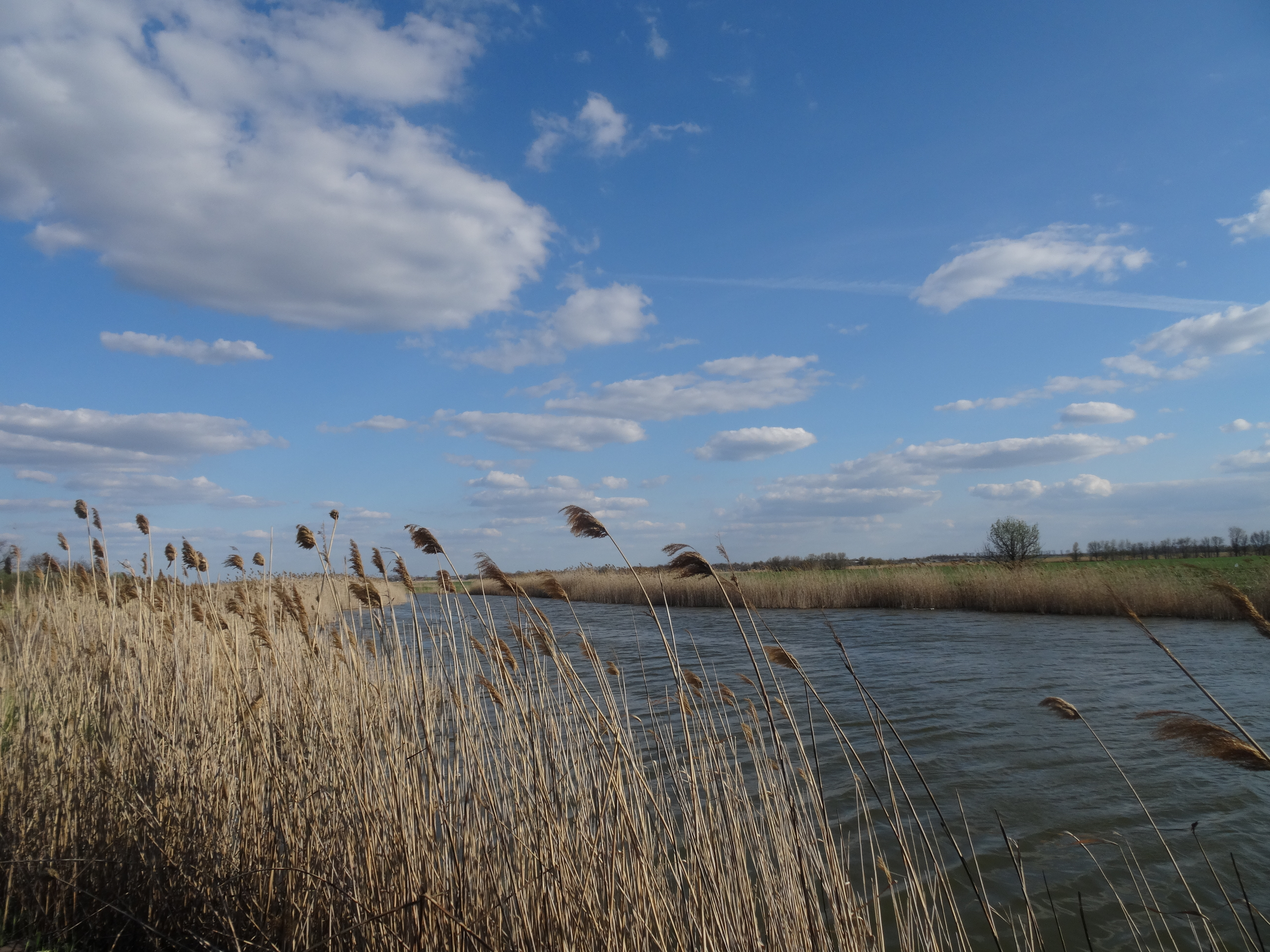

- 1923 год — сотрудниками Донского государственного университета проведены исследования воды и грязи.

Июнь 1923 года — проведен отбор проб образцов воды. Полученные результаты анализа сухого остатка составляли — 18,0120 г/ л.
Август 1923 года — проведен отбор проб образцов воды. Полученные результаты анализа сухого остатка составляли — 40,6260 г/ л. По данным результатам содержание солей увеличилось.
- 1927 год — приглашение Гидрохимического института (ГХИ) для исследования состава воды и грязи.

18 июня 1927 года — П. А. Кашинским и Н. В. Веселовским проведен отбор проб образцов воды. Н. В. Веселовским определён состав водной вытяжки. Анализы по йоду и брому выполнены Е. И. Воструховой.
19 июня 1927 года — проведен отбор проб образцов грязи. Пробы верхнего слоя грязи брались из середины северо-западной части озера с глубины до 30 сантиметров. Забор нижнего слоя грязи был выполнен с глубины 80 сантиметров. Все образцы, отобранные из разных мест водоема, тщательно перемешивались согласно залегающим слоям.
8 сентября 1927 года — П. А. Кашинским и Н. В. Веселовским повторно проведен отбор проб образцов воды. Содержание солей в озере увеличилось в небольшой мере: сухой остаток — 15,032 г/л.
Установлен состав и цвет залегающих пластов грязи примерно на глубину 5 метров:
- 30-сантиметровый слой — светлая грязь, залегающая сверху, пахнущая сероводородом;
- примерно на 50 сантиметров — плотный слой тёмной грязи, пахнущая сероводородом;.
- примерно до 4 метров — ил, но чёрная окраска (сернистое железо) и запах сероводорода отсутствуют.

Ученые предположили, что по мере выбирания 30-сантиметрового верхнего слоя нижний будет обогащаться моносульфидом железа и превращаться в грязь, аналогичную той, которая расположена выше предыдущего слоя.
В тридцатые годы прошлого века предложен вариант обогащения грязи озера для принятия ванн путем добавления поваренной соли. Температура прогревания грязи на солнце приведена в таблице 1.
Таблица 1 Температура прогревания грязи на солнце
| Естественный нагрев грязи | Естественный нагрев грязи |
| ------------------------- | ------------------------- |
| натуральная грязь         | искусственная грязь       |
| 31° R                     | 45° R                     |

Искусственно засоленная грязь нагрелась на солнце на 14°R (градус Реомюра) выше, чем натуральная.
Химики-исследователи в лабораторных журналах тщательно фиксировали концентрации и содержания определяемых компонентов, в обязательном порядке указывали информацию, кем и когда именно получены результаты исследований. Эта уникальная информация сохранена сотрудниками ГХИ, где описаны не только полученные результаты, но и также методы исследований. Применяемые методы химического анализа и принципы методики: определение хлорид-ионов (титрование 1/10 н. раствором ляписа), сульфат-ионов (осаждение и взвешивание BaSO4),
гидрокарбонаты (прямое титрование с метиловым оранжевым), кальций (осаждение в виде CaC2O4 и взвешивание CaO), магний (осаждение MgNH4PO4 и взвешивание в виде Mg2P2O7), натрий (вычисление по сумме), калий (осаждение в виде K2PtCl4 и взвешивание).
- 1928 год — институтом ГХИ получено ассигнование на изучение свойств лечебной грязи. Опубликованы результаты и сопоставлены с анализами, полученными в 1923 году сотрудниками Донского государственного университета. Наблюдались расхождения в полученных результатах и объяснением этому являлись разные методы анализа и подходы[13].
- 2002, 2006 годы — сотрудниками института ГХИ определялось содержание метана в илах озера по горизонтам. Особо высокая сконцентрированность метана в горизонте 10—15 см, и здесь же появлялся запах сероводорода. Высокое содержание углеводорода и сульфидов, то есть их одновременное нахождение, доказывает наличие в них значительного количества лабильного органического вещества[14].
- 2011 год — физико-химические исследования проводились учащимися и учителем Новак Е. В. МБОУ Самарской ООШ № 2 Азовского района Ростовской области совместно с химиками Южного федерального университета. Исследования представлялись на 37 научно-практической конференции Донской академии юных исследователей им. Ю. А. Жданова, на весенней сессии в 2012 году, на секции «Экология и экологический мониторинг окружающей среды» и удостоены грамоты за интересную исследовательскую работу «Химические свойства воды» о целебных свойствах воды озера Пелёнкино в Азовском районе. Юными химиками определялись органолептические показатели воды, а также комплексонометрическое определение общей жесткости с хромогеном чёрным, комплексонометрическое определение кальция ГОСТ 23268.5-78, весовой метод измерения массы и содержания растворимых в воде веществ (сухой остаток), определение содержания сульфат-ионов с использованием титриметрии с хлористым барием ГОСТ Р 52964-2008, определение содержания хлорид-ионов титрованием азотнокислым серебром ГОСТ 4245-72.

Исследования показали, что вода озера относится к минеральной, по ионному составу является сульфатно-хлоридной (сульфат-ион равен 4899,06 мг/литр; хлорид-ион равен 3339,9 мг/литр), по общей минерализации — высокоминерализованная, по кислотности-щелочности — слабощелочной (pH (20 градусов по Цельсию) = 8,09 определялся с помощью PH-метра).
- 2013 год — в лаборатории методов и технических средств сотрудниками Гидрохимического института исследовалась грязь из озера. Имеются и сходства, и различия в анализах, естественно, связанные с временным промежутком в 85 лет, различия в методах определения. Определялось содержание калия, натрия, нитратов — Н. С. Тамбиевой, сульфатов — О. А. Михайленко, кальция, магния, хлоридов, гидрокарбонатов, сухого остатка — Ю. А. Андреевым, содержание металлов атомно-абсорбционным методом Т. В. Князевой и В. О. Евтуховой, выполнено определение ряда показателей.

НИИ Биологии — проведено изучение валового содержания металлов по минералогическим показателям рентгено-флуоресцентным методом.
Июль 2013 года — сотрудниками лаборатории измерялся окислительно-восстановительный потенциал, определялся сульфид железа по методике Пятигорского НИИ Курортологии (Ю. А. Андреев), определялась массовая доля сульфидной серы, которая составила 188 мкг/г сырой массы (Н. С. Тамбиева). Окислительно-восстановительный потенциал — показатель, свидетельствующий о восстановительной обстановке, а запах сероводорода — о наличии сульфидов.
В таблице 2 приведен сравнительный анализ полученных результатов измерений в динамике по годам.
Таблица 2 Содержание характерных показателей для лечебных грязей
| ОПРЕДЕЛЯЕМЫЙ ПОКАЗАТЕЛЬ, (г/100 г с.о. грязи) | 1927 год | 1928 год      | 2013 год |
| --------------------------------------------- | -------- | ------------- | -------- |
| Na                                            | 0,6826   | 0,5758        | 0,7406   |
| К                                             | 0,0556   | не определяли | 0,0073   |
| Ca                                            | 0,2873   | 0,2939        | 0,2567   |
| Mg                                            | 0,1532   | 0,1507        | 0,1732   |
| сульфат-ион                                   | 1,7232   | 1,676         | 1,7895   |
| Хлорид-ион                                    | 0,4370   | 0,4250        | 0,6215   |

Также определялись гидрокарбонаты, нитраты в 1927 и 1928 году не определялись, в 2013 году составили 0,0126 г.
Сумма ионов: 1927 год — 3,4213 г, 1928 год — 3,3097 г, 2013 год — 3,7794 г.
Сухой остаток: 1927 год — 3,522 г, 1928 год — 3,410 г, 2013 год — 4,177 г.
Прокалённый остаток: 1927 год — 3,075 г, 1928 год — 2,812 г, 2013 год — 3,160 г.
Потери: 1927 год — 0,447 г, 1928 год — 0,598 г, 2013 год — 1,017 г.
Данные исследования показывают, что вода и грязь со временем не потеряла своих целебных свойств.
Первый исследователь этого водного объекта П. А. Кашинский с сотрудниками в начале XX века изучал химический состав грязи озера Пелёнкино «классическими методами». Сотрудники лаборатории методов и технических средств анализа вод ФГБУ «ГХИ» (завлабораторией Андреев Ю. А.) изучают химический состав водоёма в начале XXI века путем разработки новых и усовершенствования существующих методик анализа воды и донных отложений.

## Экологические проблемы озера

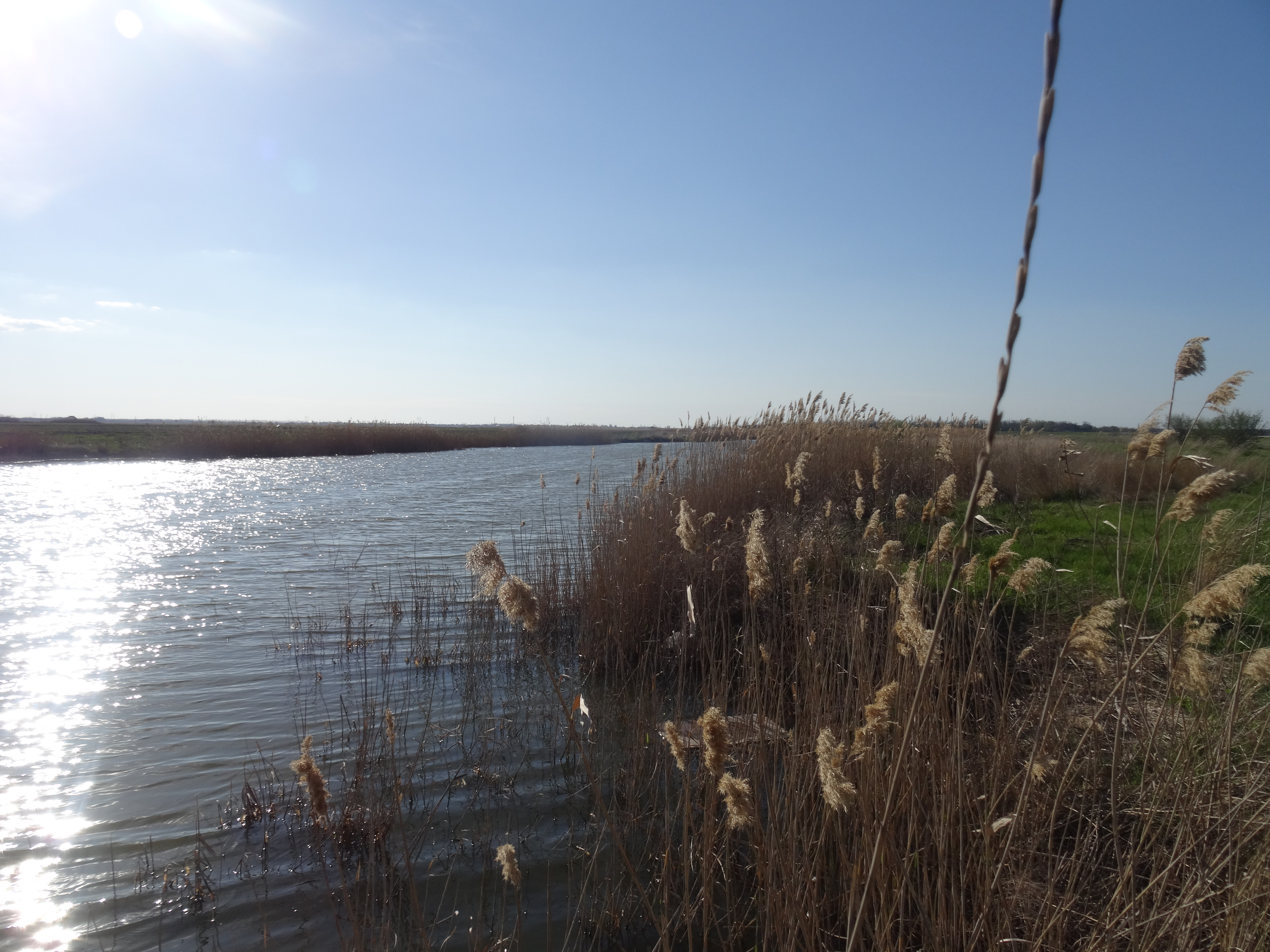

Озеро привлекает своей лечебной силой и уникальными природными условиями. Здесь человек остается наедине с природой, это заповедное место.
В летний период вблизи озера создается стихийный палаточный городок, где размещаются гости Азовского района. Этот объект отличает полное отсутствие инфраструктуры.
Санитарно-эпидемиологическое благополучие отдыхающих с каждым годом вызывает всё большее беспокойство: несовершенство объектов общего пользования увеличивает факторы риска заболеваний.
Ввиду огромнейшей ценности озера необходим экологический мониторинг водного объекта, ведь столь длительный период существования такого водоёма уникален, а его экосистема требует повышенного внимания и осторожности.